# 1877.
◄ | 18. stoljeće | 19. stoljeće | 20. stoljeće | ►
◄ | 1840-ih | 1850-ih | 1860-ih | 1870-ih | 1880-ih | 1890-ih | 1900-ih | ►
◄◄ | ◄ | 1874. | 1875. | 1876. | 1877. | 1878. | 1879. | 1880. | ► | ►►
Arhitektura • Astronomija • Biologija • Film • Fotografija • Glazba • Kazalište • Kemija • Kiparstvo • Knjige • Književnost • Kršćanstvo • Meteorologija • Medicina • Planinarstvo • Politika • Pravo • Promet • Slikarstvo • Šport • Znanost • Željeznički promet

## Događaji
- 1. siječnja – prvi put opalio zagrebački Grički top
- 1. siječnja – Objavljen je prvi broj Šumarskoga lista.
- 15. siječnja – Sklopljena Budimpeštanska konvencija između Austro-Ugarske i carske Rusije.

## Rođenja
- 2. siječnja – Slava Raškaj, hrvatska slikarica († 1906.)
- 9. siječnja – Mila Dimitrijević, hrvatska glumica († 1972.)
- 26. siječnja – Kees Van Dongen, francuski slikar nizozemskog podrijetla († 1968.)
- 11. veljače – Milan Ogrizović, hrvatski književnik († 1923.)
- 10. ožujka – Edo Šen, hrvatski arhitekt († 1949.)
- 2. srpnja – Hermann Hesse, njemački književnik († 1962.)
- 11. rujna – Feliks Dzeržinski, poljsko-ruski komunist († 1926.)
- 21. listopada – Oswald Avery, kanadski liječnik († 1955.)
- 22. studenog – Endre Ady, mađarski pjesnik († 1919.)
- 27. studenog – Stjepan Javor, hrvatski političar († 1936.)

## Smrti
- 15. veljače – Štefan Selmar, slovenski pisac, prevoditelj i katolički svećenik (* 1820.)
- 13. srpnja – Wilhelm Emmanuel Freiherr von Ketteler, njemački biskup († 1811.)
- 31. prosinca – Gustave Courbet, francuski slikar (* 1819.)

## Vanjske poveznice
|  | Zajednički poslužitelj ima još gradiva o temi 1877. |